# Richard Tyson
Pour les articles homonymes, voir Tyson.
Richard Tyson est un acteur américain né le 13 février 1961 à Mobile dans l'Alabama aux États-Unis.

## Filmographie
- 1987 : Trois Heures, l'heure du crime (Three O'Clock High) : Buddy Revell
- 1988 : À fleur de peau (Two Moon Junction) : Perry
- 1989 : Duo d'enfer ("Hardball") (série TV) : Joe 'Kaz' Kaczierowski
- 1990 : Un flic à la maternelle (Kindergarten Cop) : Cullen Crisp Sr.
- 1992 : Lakota Moon (TV) : Smoke
- 1992 : Babe, le bambino (The Babe) : Guy Bush
- 1993 : Dark Tide : Dak
- 1993 : Red Shoe Diaries 3: Another Woman's Lipstick (vidéo) : Bud (segment "Talk To Me Baby")
- 1995 : Pharaoh's Army : Rodie
- 1996 : Time Under Fire (de) de Scott P. Levy  : Koda
- 1996 : Strike (film) (Kingpin) des frères Farrelly : Le propriétaire de Stiffy's
- 1996 : The Glass Cage : Paul Yaeger
- 1998 : Faux pas interdit (Implicated) : Carl
- 1998 : Desert Thunder : Ralph Streets
- 1998 : Mary à tout prix (There's Something About Mary) : Inspecteur Krevoy
- 1998 : Opération Pandora (The Pandora Project) (TV) : Capitaine William Stenwick
- 1999 : Liar's Poker : Jack
- 2000 : Operation Sandman (TV) : Sergent Riggins
- 2000 : Battlefield Earth - Terre champ de bataille (Battlefield Earth: A Saga of the Year 3000) : Robert the Fox
- 2000 : Fous d'Irène (Me, Myself & Irene) : Le propriétaire de l'armurerie
- 2001 : Dying On the Edge
- 1999 : Monsoon de Jag Mundhra  : Gaspar Dias / Kenneth Blake
- 2001 : La Chute du faucon noir (Black Hawk Down) : Daniel Busch
- 2001 : Piège de feu (Firetrap) : Paul Brody
- 2002 : Psychic Murders (vidéo) : David
- 2002 : Cottonmouth : Carruth
- 2004 : Crusader (TV) : Brechner
- 2004 : Last Flight Out : Dan
- 2004 : The Trail to Hope Rose (TV) : Gerald Rutledge
- 2004 : Moscow Heat : Nikolay Klimov
- 2005 : Yesterday's Dreams : Jake
- 2005 : Lonesome Matador : Husband
- 2006 : The Visitation (en) : Shérif Brett Henchle
- 2006 : When I Find the Ocean : Dean
- 2010 : Genghis Khan : The Story of a Lifetime : Genghis Khan

## Distinctions

### Récompenses
- 2021 : Crown Wood International Film Festival du meilleur pilot de série TV pour Tale of Tails (2021) partagé avec Harley Wallen, Kaiti Wallen, Tevis R. Marcum, Steve Kopera, Blanca Blanco, Yan Birch, Michael Emery, Grover McCants, Brett Stanfield, Jovie Lyn, Jessika Johnson, Dominique Alexander, Daron Cruickshank, Jimmie Chiappelli, Alex Gasparetto, Michael Hamilton, Courtney Hamilton Vanloo et Jerry Hayes.
- 2021 : Los Angeles Motion Picture Festival du meilleur pilot de série TV pour Tale of Tails (2021) partagé avec Harley Wallen, Tevis R. Marcum, Joseph Kelbie Williamson, Michael Hamilton, Jovie Lyn, Blanca Blanco, Kaiti Wallen, Steve Kopera, Courtney Hamilton Vanloo, Grover McCants, Brett Stanfield, Jimmie Chiappelli, Yan Birch, Jessika Johnson, Dominique Alexander, Michael James Alexander, Stacey Saunders, Alyssa Caswell et Brian Martinez.
- 2021 : The Indie Gathering International Film Festival du meilleur pilot de série TV pour Tale of Tails (2021) partagé avec Harley Wallen, Kaiti Wallen, Tevis R. Marcum, Steve Kopera, Blanca Blanco, Yan Birch, Michael Emery, Jerry Hayes, Grover McCants, Jovie Lyn, Alex Gasparetto, Brett Stanfield, Jimmie Chiappelli, Dominique Alexander, Michael James Alexander, Tennille Taraszkiewicz, Joe Piazza, Alyssa Caswell et Jessika Johnson.
- 2021 : Top Indie Film Awards du meilleur pilot de série TV pour Tale of Tails (2021) partagé avec Harley Wallen, Kaiti Wallen, Tevis R. Marcum, Blanca Blanco, Yan Birch, Joseph Kelbie Williamson, Grover McCants, Jovie Lyn, Jimmie Chiappelli, Steve Kopera, Alex Gasparetto, Michael Hamilton, Courtney Hamilton Vanloo, Michael Emery, Daron Cruickshank, Jerry Hayes, Brett Stanfield, Jessika Johnson et Alyssa Caswell.
- 2021 : Toronto Film Channel du meilleur pilot de série TV pour Tale of Tails (2021) partagé avec Harley Wallen, Kaiti Wallen, Yan Birch, Blanca Blanco, Steve Kopera, Tevis R. Marcum, Joseph Kelbie Williamson, Michael Hamilton, Courtney Hamilton Vanloo, Firoze Patel, Kaizad Patel, Allen Lynch, Randy Lynch, Alex Gasparetto, Grover McCants, Brett Stanfield, Jovie Lyn, Jerry Hayes et Michael Emery.
- 2021 : Toronto Independent Film Awards du meilleur pilot de série TV pour Tale of Tails (2021) partagé avec Harley Wallen, Kaiti Wallen, Yan Birch, Steve Kopera, Tevis R. Marcum, Jerry Hayes, Joseph Kelbie Williamson, Michael Hamilton, Courtney Hamilton Vanloo, Firoze Patel, Kaizad Patel, Allen Lynch, Randy Lynch, Alex Gasparetto, Grover McCants, Brett Stanfield, Jovie Lyn, Dominique Alexander et Michael Emery.
- 2021 : Vesuvius International Film Festival de la meilleure web-série pour Tale of Tails (2021) partagé avec Harley Wallen, Kaiti Wallen, Tevis R. Marcum, Steve Kopera, Joseph Kelbie Williamson, Courtney Hamilton Vanloo, Michael Hamilton, Yan Birch, Blanca Blanco, Michael Emery, Grover McCants, Dominique Alexander, Michael James Alexander, Jovie Lyn, Jessika Johnson, Alyssa Caswell, Jerry Hayes, Ray Morgis et Brett Stanfield.
- 2021 : Vesuvius International Film Festival de la meilleure distribution dans une série télévisé dramatique pour Tale of Tails (2021) partagé avec Harley Wallen, Kaiti Wallen, Tevis R. Marcum, Yan Birch, Blanca Blanco, Michael Emery, Daron Cruickshank, Grover McCants, Dominique Alexander, Michael James Alexander, Jovie Lyn, Stephanie Malári Yousif, Brett Stanfield, Salina Gusmano, Jessika Johnson, Alyssa Caswell, Andrew Dawe-Collins, Shawn Jones et Jerry Hayes.

### Nominations
- 2021 : Chicago Indie Film Awards du meilleur pilot de série TV pour Tale of Tails (2021) partagé avec Harley Wallen, Kaiti Wallen, Yan Birch, Blanca Blanco, Tevis R. Marcum, Steve Kopera, Joseph Kelbie Williamson, Michael Hamilton, Courtney Hamilton Vanloo, Firoze Patel, Kaizad Patel, Allen Lynch, Randy Lynch, Alex Gasparetto, Grover McCants, Brett Stanfield, Jovie Lyn, Jerry Hayes et Michael Emery.
- 2021 : Gold Star Movie Awards du meilleur pilot de série TV pour Tale of Tails (2021) partagé avec Harley Wallen, Kaiti Wallen, Yan Birch, Steve Kopera, Tevis R. Marcum, Jerry Hayes, Joseph Kelbie Williamson, Michael Hamilton, Courtney Hamilton Vanloo, Firoze Patel, Kaizad Patel, Allen Lynch, Randy Lynch, Alex Gasparetto, Grover McCants, Brett Stanfield, Jovie Lyn, Dominique Alexander et Michael Emery.
- 2021 : Montreal Independent Film Festival du meilleur pilot de série TV pour Tale of Tails (2021) partagé avec Harley Wallen, Kaiti Wallen, Yan Birch, Blanca Blanco, Tevis R. Marcum, Jerry Hayes, Joseph Kelbie Williamson, Michael Hamilton, Courtney Hamilton Vanloo, Firoze Patel, Kaizad Patel, Allen Lynch, Randy Lynch, Alex Gasparetto, Steve Kopera, Brett Stanfield, Jovie Lyn, Grover McCants et Michael Emery.